# HafenCity
 (septembre 2016).

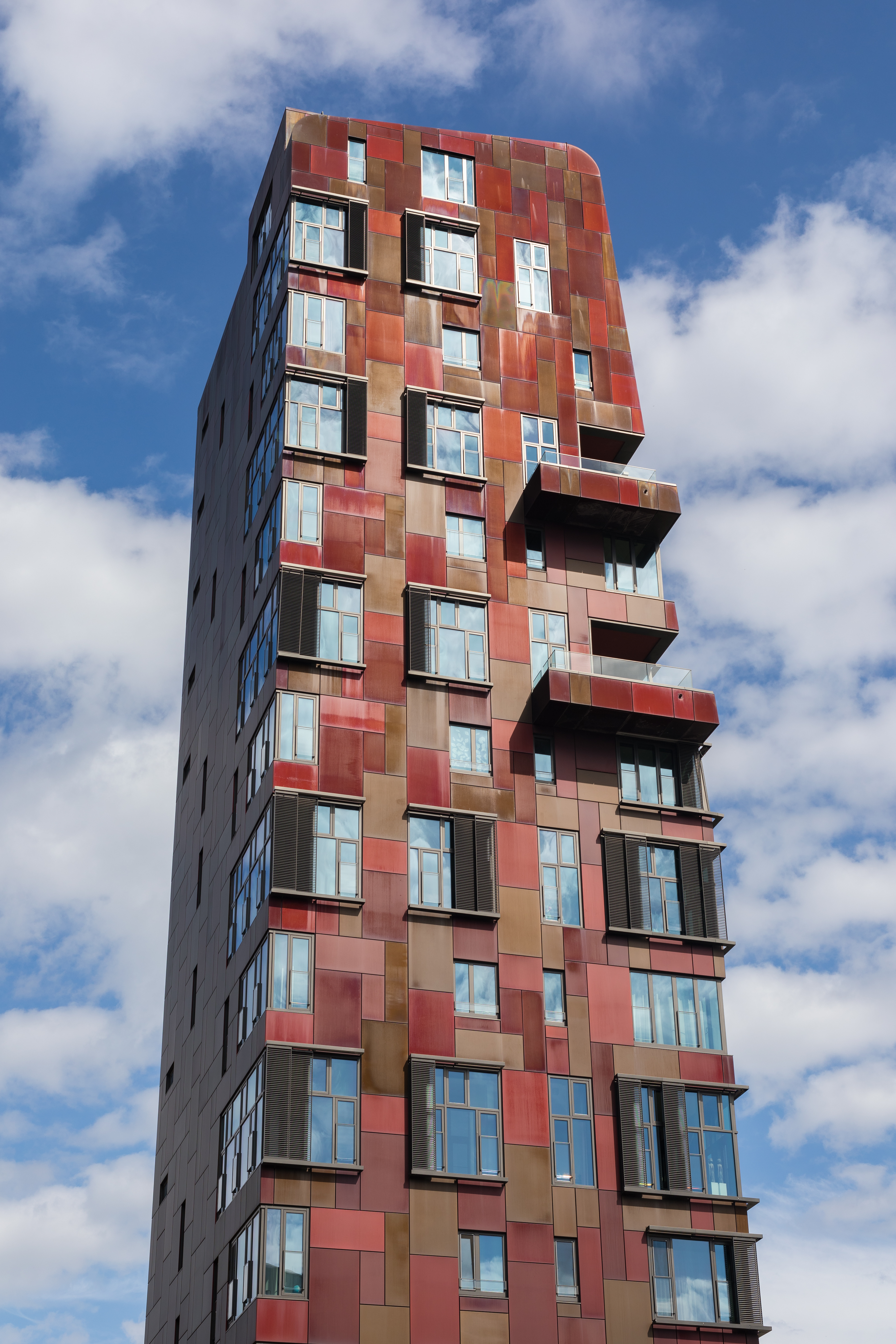
Immeuble à l'intersection des Osakaallee et Tokiostraße à HafenCity. Aout 2019.

HafenCity est un projet de réaménagement d’une ancienne partie du port de Hambourg, situé à proximité immédiate du centre-ville. La mise en œuvre du projet passe par la réhabilitation de 155 hectares situés au bord de l'eau, principalement des anciens hangars ou entrepôts. Le fer de lance du projet a été la construction d'un grand auditorium, la philharmonie de l'Elbe, inauguré en 2017. La ville de Hambourg y a également fait établir d'autres équipements culturels et de loisir, comme le Musée maritime international de Hambourg.
HafenCity devrait compter 12 000 habitants et abriter 40 000 emplois en 2027. Une nouvelle ligne de métro, la U4, doit desservir le quartier.

## Architectes associés au projet
- L'architecte et paysagiste catalane Beth Galí, pour l'aménagement de l'espace public[1].